# Día Internacional de la Alfabetización
El Día Internacional de la Alfabetización es una jornada que se celebra el 8 de septiembre desde 1967, fue establecida oficialmente en 1966 por la UNESCO.

## Proclamación

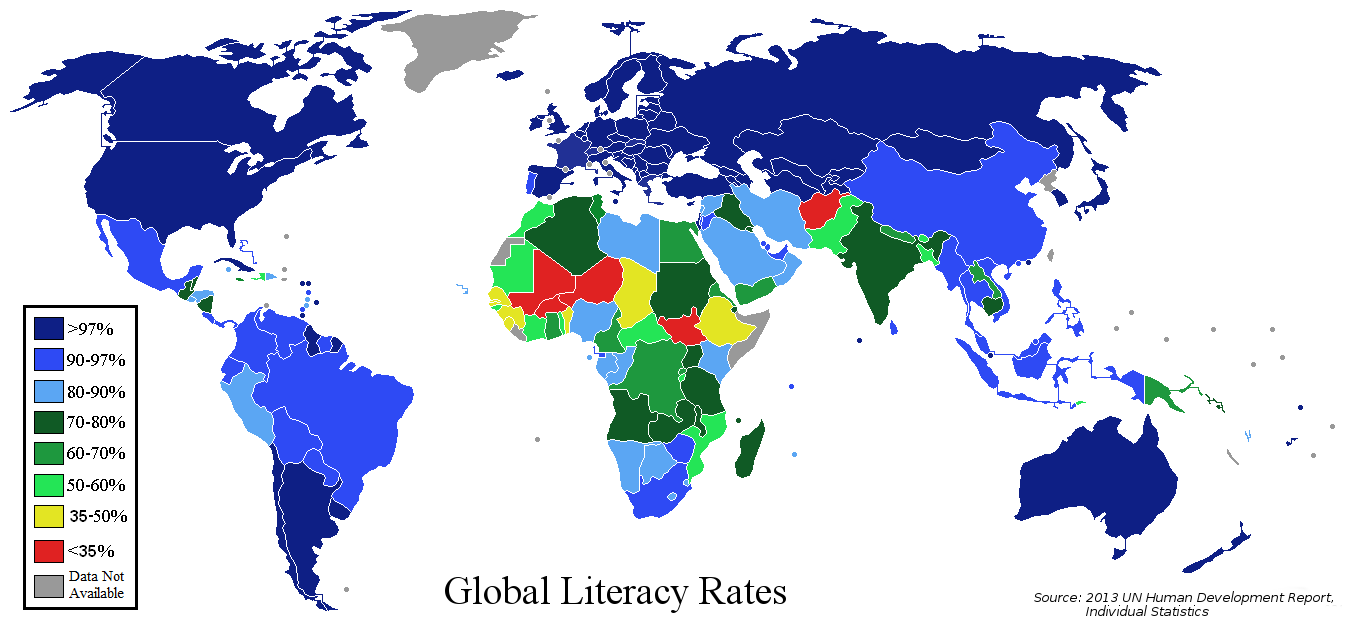
Analfabetismo, Mapas de tasas de alfabetización del mundo, Mapas del mundo

El Día Internacional de la Alfabetización fue proclamado por la UNESCO en 26 de octubre de 1966con el objetivo de resaltar la importancia de la alfabetización como base de los derechos humanos y promover iniciativas para combatir el analfabetismo en todo el mundo. Este día se establece como un recordatorio de que el acceso equitativo a la educación es fundamental en una sociedad justa e igualitaria.

## Celebración
Se celebra anualmente el 8 de septiembre. La elección de esta fecha busca recordar y sensibilizar sobre la importancia de la lectura y la escritura. Desde su primera celebración en 1967, el día ha servido para concienciar sobre la alfabetización como un derecho humano.

## Temas
- 2001: Reafirmando el compromiso con la causa de la alfabetización para todos[6]
- 2002: Literacy for Diversity: Voices of Resilience,[7] ('Alfabetización para la diversidad: Voces de resiliencia')
- 2003: La alfabetización, fuente de libertad[8]
- 2004: Need to educate women and girls,[9] ('Necesidad de educar a las mujeres y las niñas')
- 2005: Por un mundo libre de Analfabetismo[10]
- 2006: La alfabetización sostiene el desarrollo[11]
- 2007: La alfabetización, llave de la salud y el bienestar[12][13]
- 2008: La alfabetización es el mejor remedio[14]
- 2009: El Poder de la Alfabetización[15]
- 2010: El poder de la alfabetización de las mujeres[16]
- 2011: La alfabetización y la paz[17]
- 2012: La alfabetización y la paz[18]
- 2013: Alfabetizaciones para el siglo XXI[19]
- 2014: Alfabetización y Desarrollo Sostenible[20]
- 2015: Alfabetización y Sociedades Sostenibles[21]
- 2016: Leyendo el pasado escribiendo el futuro[22][23]
- 2017: La alfabetización en un mundo digital[24][25]
- 2018: La alfabetización y el desarrollo de competencias[26][27]
- 2019: Alfabetización y multilingüismo[28][29]
- 2020: La enseñanza de la alfabetización y el aprendizaje durante la crisis de la COVID-19 y más allá[30][31]
- 2021: Alfabetización para una recuperación centrada en las personas: reducir la brecha digital[32][33]
- 2022: Transformar los espacios de aprendizaje de la alfabetización[34]
- 2023: Promover la educación multilingüe: La alfabetización para el entendimiento mutuo y la paz[4]
- 2024: Derecho a la educación para todos[35]